# Marie Jeanne Ion
Marie Jeanne Ion (n. 27 septembrie 1972, Buzău, România) este o jurnalistă română, care ocupă din 2021 funcția de director de programe al postului Euronews România. A lucrat anterior la Prima TV și TVR.

## Răpirea în Irak
La 28 martie 2005, Ion a fost răpită în Irak împreună cu cameramanul său Sorin Mișcoci și jurnalistul Ovidiu Ohanesian. Ei au fost eliberați la 22 mai, chiar dacă cererea inițială a răpitorilor (Brigăzile Mouadh Ibn Jabal), și anume retragerea celor 860 de soldați români din Irak, nu a fost îndeplinită.
Este absolventă a Facultății de Jurnalism și Științele Comunicării din cadrul Universității din București.
În 1993 și 1994, a urmat cursurile Colegiului de Comunicare Socială la Universitatea de Stat din Quito, Ecuador.
Are o specializare în jurnalism politic-campanii electorale - Bakee, Londra, Marea Britanie, în 2000.
A fost reporter, pe rând, la Cronica Română, Antena 1 și Prima TV.
Din noiembrie 2000 este Editor general la Departamentul de știri al Prima TV.
În 2002 și 2003 a avut colaborări cu postul EuroNews. Ca editor general, a coordonat toate transmisiunile speciale Prima TV - ziua alegerilor, referendum, 11 septembrie, Afganistan și războiul din Irak.
A fost producător delegat la Praga, pentru summitul NATO 2001. 
Este fiica omului politic Vasile Ion.